# Хорнад (река)
Хорнад (мађ. Hernád, слч. Hornád), је река Словачке и Мађарске. Хорнад извире у Ниским Татрама у насељу Викартовце, у округу Попрад, Словачка.

## Ток реке
Хорнад је једна од притока реке Шајо, која је опет притока реке Тисе. Хорнад напушта Словачку код насеља Трстјење при Хорнаду (Trstené pri Hornáde) и утиче у Мађарску код града Абаујвара. Хорнад је и отприлике 10 km дужине гранична река. Градови у Словачкој кроз које река протиче су Спишка Нова Вес, Кромпахи и највећи град на реци Кошице (Kassa), а у Мађарској протиче поред градова Керем, Мухи, Онод и Шајохидвег где и утиче у реку Шајо.
Укупна дужина реке је 286 km од тога је 193 km у Словачкој. Површина развођа је 5.436 km² и од тога је 1.100 km² у Мађарској.

## Притоке
У Мађарској:
- Генц (Gönc patak)
- Гарадна (Garadna-patak)

У Словачкој:
- Гелниц (Gölnic)
- Тарца (Tarca)

## Галерија
- Река Хорнад у Кошицама
- Река Хорнад у Кошицама
- Хорнад
- Река код насеља Костољани на Хорнаду
- Река код насеља Кисак